# Sikong (dystrykt)
Sikong (birm.: စစ်ကိုင်းခရိုင်) – dystrykt w Mjanmie, w prowincji Sikong.
Według spisu z 2014 roku zamieszkuje tu 520 591 osób, w tym 240 046 mężczyzn i 280 545 kobiet, a ludność miejska stanowi 20,3% populacji.
Dystrykt dzieli się na 3 townships: Sikong, Myinmu i Myaung.